# Capitolium Vetus
Le Capitolium Vetus (en français : Vieux Capitole) est le nom donné à un temple archaïque de la Rome antique dédié à la triade capitoline.

## Localisation
Le temple est construit sur le Quirinal dans ce qui correspond aujourd'hui au rione de Trevi. Il devait se trouver au nord du Quirinal et au nord-ouest du Ministero della Difesa, près duquel ont été découvertes des inscriptions dédicatoires.

## Fonction
Il s'agit d'un temple dédié à la triade capitoline, c'est-à-dire à Jupiter, Junon et Minerve. L'adjectif vetus qui est associé au nom du temple permet de le distinguer du temple construit sur le Capitole. Il signifie certainement qu'il est plus ancien que ce dernier et était peut-être dédié à l'origine à la triade archaïque formée par Jupiter, Mars et Quirinus.

### Sources antiques
- Varron, Langue latine
- Martial, Épigrammes
- Notitia de Regionibus
- Corpus Inscriptionum Latinarum (CIL)

### Ouvrages modernes
- (en) Samuel Ball Platner et Thomas Ashby, A topographical dictionary of Ancient Rome, Oxford University Press, 1929